# J. P. 프랭스
J. P. 프랭스(J. P. France, 본명: 조나단 패트릭 프랭스, Jonathan Patrick France, 1995년 4월 4일 ~ )는 메이저 리그 베이스볼(MLB) 휴스턴 애스트로스의 미국 프로 야구 투수이다. 프랭스는 2018년 MLB 드래프트 14라운드에 애스트로스에 지명되었고, 2023년에 MLB 데뷔전을 치렀다.

## 아마추어 경력
J. P. 프랭스는 루이지애나 주 룰링에서 자랐으며 쇼 대주교 고등학교에 다녔다.
프랭스는 툴레인 대학교에 입학하여 그린 웨이브에서 대학 야구를 했다. 토미 존 수술에서 회복하는 동안 2학년 시즌을 놓치고 의료용 빨간 셔츠를 입었다. 레드셔츠 주니어로서 프랭스는 96이닝 동안 3.84의 방어율(ERA)과 73개의 삼진(IP), 13–12의 W–L, 4.01의 방어율로 5–5의 승패 기록(W–L)을 기록했다. 그린 웨이브에서 전반적인 경력을 쌓았다. 시즌이 끝난 후 자격 마지막 해에 불독스에서 뛰기 위해 미시시피 주립 대학교로 이적했다.